# Юбенк, Крис (младший)
Крис Юбенк (младший) (англ. Chris Eubank, Jr.; род. 18 сентября 1989, Хов, Восточный Суссекс, Великобритания) — британский боксёр-профессионал, выступающий в средней и во второй средней весовых категориях. Среди профессионалов действующий чемпион по версии IBO в среднем весе (2024 — ), бывший временный чемпион мира по версии WBA (2015—2016, 2019—2021), чемпион Великобритании по версии BBBofC (2016) в среднем весе. И бывший чемпион мира по версии IBO (2017—2018, 2019-2020) во 2-м среднем весе.
Лучшая позиция по рейтингу BoxRec — 2-я (июль 2017) и являлся 1-м среди британских боксёров средней весовой категории, а по рейтингам основных международных боксёрских организаций занимает: 2-ю строчку рейтинга WBC, 6-ю строчку рейтинга WBA,  3-ю строку рейтинга IBF, и 5-ю строку рейтинга The Ring, — входя в ТОП-3 лучших средневесов всего мира.
Сын известного британского профессионального боксёра Криса Юбенка.

## Профессиональная карьера
Дебют Юбенка-младшего состоялся 12 ноября 2011 года в Великобритании.

### Средний вес

#### Бой с Билли Джо Сондерсом
29 ноября 2014 года, в своём 19-м поединке, Юбенк-мл. впервые вышел на титульный бой — за титулы чемпиона Европы (EBU), Британии и Британского содружества, в котором потерпел своё первое поражение именитому соотечественнику Билли Джо Сондерсу. Поединок вышел грязным и вязким, но Сондерс победил раздельным решением судей.

#### Бой с Дмитрием Чудиновым
28 февраля 2015 года в Лондоне состоялся бой между Юбенком-мл и россиянином Дмитрием Чудиновым (14-0-2), владевшим титулом временного чемпиона мира по версии WBA в среднем весе. Юбенк-мл выстроил тактику противостояния с использованием множества клинчей, чем сильно испортил зрелищность поединка. Но с течением раундов, преимущество Юбенка становилось всё более ощутимым. Несмотря на стойкость Чудинова, пытавшегося переломить ход встречи, уже к 9-му раунду на его лице было множество гематом и два рассечения. В финальной трехминутке Юбенк решил пойти ва-банк и добыть досрочную победу. За 49 секунд до конца поединка ему это удалось: после очередной безответной атаки британца рефери не выдержал и дал отмашку, несмотря на протесты Чудинова.

### Второй средний вес

#### Бой с Артуром Абрахамом
В главном событии вечера британец Крис Юбэнк-младший встретился с Артуром Абрахамом. Начав поединок с оглядкой на тылы, Юбэнк-младший с каждым последующим раундом всё больше утверждался в ринге на фоне предсказуемо пассивного оппонента. Прекрасно отработав в атаке (удары в обход блока, целые серии из апперкотов, комбинации ударов по туловищу), Крис не смог отказаться от традиционных элементов шоу — загонял себя в угол ринга, бравировал неуязвимостью, поворачивался спиной к оппоненту, паясничал. По итогу одностороннего поединка судьи вынесли следующий вердикт: 118—109, 118—109 и 120—108 в пользу действующего чемпиона. В итоге Юбенк стал обладателем последней путёвки в турнир суперсредневесов Всемирной боксёрской суперсерии (World Boxing Super Series, WBSS))

### Участие в турнире World Boxing Super Series
Соперником по 1/4 финала в WBSS у Криса Юбэнка-мл. был турецкий проспект Авни Йылдырым.

#### Бой с Лиамом Уильямсом
5 февраля 2022 года в Кардиффе (Уэльс) в главном событии вечера встретился с Лиамом Уильямсом. Уильямс начал с атаки и давления, но в самом конце первого раунда оказался в нокдауне. Второй раунд так же остался за Юбенком и тоже по причине нокдауна. В 4-м раунде снова нокдаун и снова отменная работа джебом от Юбенка. Во второй половине боя фаворит расслабился и позволил себе проиграть пару тройку раундов, но на всю дистанцию валлийца не хватило. В 11-м раунде Уильямс оказался в 4-м нокдауне. Счёт:  116—109, 116—108 и 117—109 в пользу фаворита.

#### Сорванный бой с Конором Бенном
8 октября 2022 года в Лондоне (Англия) должен был состояться супербой между Крисом Юбэнком-младшийм и Конором Бенном — сыновьями местных легендарных чемпионов мира Криса Юбэнка-старшего и Найджела Бенна. Бой организовывался в лимите договорного веса (до 71,2 кг), так как бойцы выступают в разных дивизионах: Крис — средневес (до 72,6 кг), а Конор — полусредневес (66,7 кг). За три дня до боя в анализах Бенна был найден кломифен. Бой отменили.

#### Бой с Лиамом Смитом
21 января 2023 года в Манчестере (Англия) в главном поединке вечера встретился с бывшим чемпионом сира  дивизионом ниже соотечественнику Лиаму Смиту. Бой начался с джеба Юбанка - он контролировал дистанцию и нужный ему темп боя. Смит уходил от джеба работая головой. В 4-м раунде Смит потряс фаворита отправил в нокдаун, Юбанк встал потрясенным, рефери дает команду продолжать после чего Смит ещё раз отправляет в нокдаун Юбанка. Рефери останавливает бой фиксируя победу Смита нокаутом в 4 раунде. 

#### Реванш с Лиамом Смитом
Реванш прошел через 8 месяцев с первого боя и состоялся на той же арене в Манчестере 2 сентября. Юбенк подошел к реваншу подготовленным и с новым тренером Брайаном Макинтайром (в первом бою секундировал Рой Джонс мл). В первых раундах Юбенк работал вторым номером и клинчевал если чувствовал опасный момент. Начиная с третьего раунда Юбенк включился и опережал Смита в его атаках. Проходила комбинационная работа и апперкоты. В 4-м раунде Смит побывал в нокдауне от апперкота, Смит выплюнул капу, чтобы дать себе дополнительное время. Добить у Юбенка не получилось. Бой продолжился под диктовку Юбенка и в 10-м раунде ему удалось снова послать в нокдаун Смита затяжной серией которую остановил рефери остановив бой. Юбенк ТКO10.

#### Бой с Камилем Шереметой
12 октября 2024 года встретился с польским боксером Камилом Шереметой в андеркарде боя за звание абсолютного чемпиона Артур Бетербиев — Дмитрий Бивол в Эр-Рияде, Саудовская Аравия. Юбенк был подвижен и быстр, комбинировал удары и отменно работал на ногах. В первом раунде он сразу же уронил поляка в нокдаун двойкой. Последующие раунды также прошли с ощутимым преимуществом Юбенка. В шестом отрезке Юбенк снова отправляет соперника в нокдаун правым хуком. В 7-м раунде Шеремета дважды оказывался в нокдауне после ударов по корпусу. После 2-го отсчета рефери остановил бой. На кону боя стоял титул чемпиона мира по второстепенной версии IBO.

##### Бой с Конором Бенном
Бой с британцем Коннором Бенном запланированный на 26 апреля 2025 года прошёл на стадионе «Тоттeнхэм». На дуэли взглядов Юбэнк устроил провокацию — он разбил куриное яйцо об лицо Бенна как напоминание оппоненту, что тот ранее оправдывал свою положительную допинг-пробу большим количеством съеденных яиц.  
Бой организовали с пунктом о повтором взвешивании в день боя. Их вес не должен превышать 77,1. На официальном вшевшивании за день до боя Юбэнк не смог сделать положенные 70.90 гр, превыся лимит вначале на 90 грамм, а после второй попытки на 22 грамма. За это Юбэнк был оштрафован на $500 000. Утром в день боя прошло повторное взвешивание: Бенн показал 74,8 кг. Юбэнку, было тяжело, но он уложился — 76,8 кг.. Коннор начал с большого количества движений и атак, но стартовый отрезок остался за Юбэнком за счёт контратак которыми он встречал активного оппонента. Второй и третий раунд остались за Бенном, он смог навязать сопернику высокую скорость и даже потряс в третьем отрезке. Следующие раунды и в целом первый отрезок остался за Юбэнком, который начал комбинировать, подключил апперкот и был точнее джебом. В 7-м раунде Бенн начал снижать активность, упала скорость, он пропустил пару опасных моментов. В 8-м раунде бойцы разменялись ударами и Юбэнк получил рассечение, ему пришлось отдать Бенну следующие 9-й и 10-й отрезки, но концовку он смог оставить за собой. Счёт судей составил: 116—112 (трижды) в пользу Юбэнка. Compubox обнародовал статистику ударов: Юбэнк был впереди по активности в ударах (912-593) и донёс больше (367-215) джебов (140-35), и силовых (227-180).  

## Статистика профессиональных боёв
В таблице перечислены результаты всех поединков боксёров.
В каждой строке указан результат поединка. Дополнительно номер поединка обозначен цветом, который обозначает итог поединка. Расшифровка обозначений и цветов представлена в нижеследующей таблице.
| Пример | Расшифровка                     |
| ------ | ------------------------------- |
|        | Победа                          |
|        | Ничья                           |
|        | Поражение                       |
|        | Планируемый поединок            |
|        | Поединок признан несостоявшимся |
| КО     | Нокаут                          |
| ТКО    | Технический нокаут              |
| PTS    | Решение судей (по очкам)        |
| UD     | Единогласное решение судей      |
| MD     | Решение большинства судей       |
| SD     | Раздельное решение судей        |
| RTD    | Отказ от продолжения боя        |
| DQ     | Дисквалификация                 |
| NC     | Поединок признан несостоявшимся |

| 38 поединков, 35 победы (25 нокаутом), 3 поражения.      | 38 поединков, 35 победы (25 нокаутом), 3 поражения. | 38 поединков, 35 победы (25 нокаутом), 3 поражения. | 38 поединков, 35 победы (25 нокаутом), 3 поражения. | 38 поединков, 35 победы (25 нокаутом), 3 поражения.              | 38 поединков, 35 победы (25 нокаутом), 3 поражения. | 38 поединков, 35 победы (25 нокаутом), 3 поражения. |
| Бой                                                      | Рекорд                                              | Дата боя                                            | Соперник                                            | Место проведения боя                                             | Результат                                           | Дополнительно |
| -------------------------------------------------------- | --------------------------------------------------- | --------------------------------------------------- | --------------------------------------------------- | ---------------------------------------------------------------- | --------------------------------------------------- | --- |
| 38                                                       | 35-3                                                | 26 апреля 2025                                      | Конор Бенн (23-0)                                   | Tottenham Hotspur Stadium, Тоттенем, Лондон, Великобритания      | UD 12                                               | Счет: 116:112 (трижды). Защитил титул чемпиона мира по версии журнала The Ring. Защитил титул чемпиона мира по версии IBO (1-я защита Юбенка) в среднем весе.                                      |
| 37                                                       | 34-3                                                | 12 октября 2024                                     | Камил Шеремета (25-3-2)                             | Kingdom Arena, Эр-Рияд, Саудовская Аравия                        | TKO 7 (12), 0:39                                    | Завоевал вакантный титул чемпиона мира по версии IBO в среднем весе. Шеремета в нокдауне в 1,2 и дважды в 7 раундах                                                                                |
| 36                                                       | 33-3                                                | 2 сентября 2023                                     | Лиам Смит (2) (32-3-1)                              | Манчестер Арена, Манчестер, Ланкашир, Великобритания             | TKO 10 (12), 1:45                                   | |
| 35                                                       | 32-3                                                | 21 января 2023                                      | Лиам Смит (32-3-1)                                  | Манчестер Арена, Манчестер, Ланкашир, Великобритания             | TKO 4 (12), 1:09                                    | |
| 34                                                       | 32-2                                                | 5 февраля 2022                                      | Лиам Уильямс (23-3-1)                               | Motorpoint Arena, Кардифф, Уэльс, Великобритания                 | UD 12                                               | Счёт: 117-109, 116-108, 116-109. |
| 33                                                       | 31-2                                                | 16 октября 2021                                     | Ваник Авдиян (28-1)                                 | Newcastle Arena, Ньюкасл-апон-Тайн, Тайн-энд-Уир, Великобритания | RTD 5 (10), 3:00                                    | |
| 32                                                       | 30-2                                                | 1 мая 2021                                          | Маркус Моррисон (23-3)                              | Манчестер Арена, Манчестер, Англия, Великобритания               | UD 10                                               | Счёт: 98-92 (трижды). |
| 31                                                       | 29-2                                                | 7 декабря 2019                                      | Матвей Коробов (28-2-1)                             | Барклайс-центр, Бруклин, Нью-Йорк, США                           | TKO 2 (12), 0:34                                    | Завоевал вакантный титул временного чемпиона мира по версии WBA в среднем весе. Коробов повредил левое плечо.                                                                                      |
| Вернулся в средний вес — 160 фунтов (до 72,58 кг).       |                                                     |                                                     |                                                     |                                                                  |                                                     | |
| 30                                                       | 28-2                                                | 23 февраля 2019                                     | Джеймс Дигейл (25-2-1)                              | O2 Арена, Лондон, Англия, Великобритания                         | UD 12                                               | Счёт: 117-109, 115-112, 114-112. Завоевал вакантный титул чемпиона мира по версии IBO во 2-м среднем весе.                                                                                         |
| 29                                                       | 27-2                                                | 28 сентября 2018                                    | Джей-Джей Макдонах (16-4)                           | Король Абдалла Спортс Сити, Джидда, Саудовская Аравия            | RTD 3 (10), 3:00                                    | |
| 28                                                       | 26-2                                                | 17 февраля 2018                                     | Джордж Гроувз (27-3)                                | Манчестер Арена, Манчестер, Англия, Великобритания               | UD 12                                               | Счёт: 113-115, 112-116, 112-117. Бой за титул чемпиона мира по версиям WBA (2-я защита Гроувза) и IBO (3-я защита Юбенка) во 2-м среднем весе. И за выход в финал Всемирной боксёрской суперсерии. |
| 27                                                       | 26-1                                                | 7 октября 2017                                      | Авни Йылдырым (16-0)                                | Штутгарт, Баден-Вюртемберг, Германия                             | KO 3 (12), 1:56                                     | Защитил титул чемпиона мира по версии IBO (2-я защита Юбенка) во 2-м среднем весе. Четвертьфинальный бой в рамках Всемирной боксёрской суперсерии. Йылдырым в нокдауне в 1-м раунде.               |
| 26                                                       | 25-1                                                | 15 июля 2017                                        | Артур Абрахам (46-5)                                | Уэмбли Арена, Лондон, Великобритания                             | UD 12                                               | Счёт: 120-108, 118-110 (дважды). Защитил титул чемпиона мира по версии IBO (1-я защита Юбенка) во 2-м среднем весе и завоевал право участвовать WBSS.                                              |
| 25                                                       | 24-1                                                | 4 февраля 2017                                      | Ренолд Кинлэн (11-1)                                | Лондон, Великобритания                                           | TKO 10 (12), 2:07                                   | Завоевал титул чемпиона мира по версии IBO (1-я защита Кинлэна) во 2-м среднем весе. |
| Перешёл во второй средний вес — 168 фунтов (до 76,2 кг). |                                                     |                                                     |                                                     |                                                                  |                                                     | |
| 24                                                       | 23-1                                                | 25 июня 2016                                        | Том Доран (17-0)                                    | «O2 Арена», Лондон, Великобритания                               | TKO 4 (12), 2:35                                    | Защитил титул чемпиона Великобритании по версии BBBofC (1-я защита Юбенка) в среднем весе. |
| 23                                                       | 22-1                                                | 26 марта 2016                                       | Ник Блэквелл (19-3-1)                               | «Арена Уэмбли», Лондон, Великобритания                           | TKO 10 (12), 2:21                                   | Завоевал титул чемпиона Великобритании по версии BBBofC в среднем весе. |
| 22                                                       | 21-1                                                | 12 декабря 2015                                     | Гэри О'Салливан (22-1)                              | «O2 Арена», Лондон, Великобритания                               | RTD 7 (12), 3:00                                    | |
| 21                                                       | 20-1                                                | 24 октября 2015                                     | Тони Джетер (20-4-1)                                | Шеффилд, Йоркшир, Великобритания                                 | TKO 2 (12), 0:29                                    | Защитил титул временного чемпиона мира по версии WBA (1-я защита Юбенка) в среднем весе. |
| 20                                                       | 19-1                                                | 28 февраля 2015                                     | Дмитрий Чудинов (14-0-2)                            | «O2 Арена», Лондон, Великобритания                               | TKO 12 (12), 2:11                                   | Завоевал титул временного чемпиона мира по версии WBA в среднем весе. |
| 19                                                       | 18-1                                                | 29 ноября 2014                                      | Билли Джо Сондерс (20-0)                            | ExCeL Арена, Лондон, Великобритания                              | SD 12                                               | Счёт: 116-113, 114-115, 113-115. Бой за титулы чемпиона EBU, Британского Содружества и BBBofC в среднем весе.                                                                                      |
| 18                                                       | 18-0                                                | 25 октября 2014                                     | Омар Сиала (23-17-3)                                | Echo Arena, Ливерпуль, Великобритания                            | TKO 2 (8), 1:50                                     | |
| 17                                                       | 17-0                                                | 26 июля 2014                                        | Иван Джукич (19-2)                                  | Phones 4u Arena, Манчестер, Великобритания                       | TKO 1 (10), 2:32                                    | |
| 16                                                       | 16-0                                                | 7 июня 2014                                         | Степан Хорват (12-3)                                | Metro Radio Arena, Ньюкасл, Тайн-энд-Уир, Великобритания         | TKO 6 (8), 2:08                                     | |
| 15                                                       | 15-0                                                | 10 мая 2014                                         | Роберт Свирзбинский (13-2)                          | Olympia, Ливерпуль, Великобритания                               | TKO 7 (8), 1:03                                     | |
| 14                                                       | 14-0                                                | 12 апреля 2014                                      | Сандор Мишко (22-5-2)                               | Copper Box Arena, Лондон, Великобритания                         | TKO 2 (8), 1:43                                     | |
| 13                                                       | 13-0                                                | 22 февраля 2014                                     | Алистер Уоррен (8-5-3)                              | Йорк-холл, Лондон, Великобритания                                | RTD 3 (8), 3:00                                     | |
| 12                                                       | 12-0                                                | 16 ноября 2013                                      | Фрэнки Борг (8-1)                                   | Bluewater, Гринхайт, Кент, Великобритания                        | TKO 6 (6), 2:48                                     | |
| 11                                                       | 11-0                                                | 14 сентября 2013                                    | Алексей Рибчев (15-7-1)                             | Magna Centre, Ротерем, Йоркшир, Великобритания                   | TKO 3 (8), 1:45                                     | |
| 10                                                       | 10-0                                                | 8 июня 2013                                         | Тянь Бут (11-9-2)                                   | Bluewater, Гринхайт, Кент, Великобритания                        | TKO 8 (8), 2:31                                     | |
| 9                                                        | 9-0                                                 | 8 декабря 2012                                      | Олег Федотов (15-9)                                 | Bonus Arena, Кингстон-апон-Халл, Йоркшир, Великобритания         | TKO 2 (8), 1:55                                     | |
| 8                                                        | 8-0                                                 | 1 декабря 2012                                      | Брэдли Прайс (33-11)                                | Odyssey Arena, Белфаст, Северная Ирландия                        | PTS 8                                               | Счёт: 80-73. |
| 7                                                        | 7-0                                                 | 13 октября 2012                                     | Руслан Пойджонисев (13-22-1)                        | Bluewater, Гринхайт, Кент, Великобритания                        | PTS 8                                               | Счёт: 80-72. |
| 6                                                        | 6-0                                                 | 22 сентября 2012                                    | Тадас Джонкус (8-11-1)                              | Arena Nord, Фредериксхавн, Дания                                 | TKO 3 (6), 2:29                                     | |
| 5                                                        | 5-0                                                 | 7 июля 2012                                         | Терри Каррутерс (11-11-6)                           | Hand Arena, Клеведон, Сомерсет, Великобритания                   | PTS 6                                               | Счёт: 59-57. |
| 4                                                        | 4-0                                                 | 12 мая 2012                                         | Гарри Мэтьюз (12-5-1)                               | Hillsborough Leisure Centre, Шеффилд, Йоркшир, Великобритания    | PTS 6                                               | Счёт: 60-54. |
| 3                                                        | 3-0                                                 | 14 апреля 2012                                      | Пол Эллисон (5-0-1)                                 | Odyssey Arena, Белфаст, Северная Ирландия                        | TKO 4 (6)                                           | |
| 2                                                        | 2-0                                                 | 18 февраля 2012                                     | Джейсон Болл (5-5-1)                                | Magna Centre, Ротерем, Йоркшир, Великобритания                   | PTS 6                                               | Счёт: 58-56. |
| 1                                                        | 1-0                                                 | 12 ноября 2011                                      | Кирилас Пшонко (8-15-1)                             | Trafford Park, Манчестер, Великобритания                         | TKO 4 (6), 1:46                                     | Профессиональный дебют. |
| Бои в среднем весе — 160 фунтов (до 72,58 кг).           |                                                     |                                                     |                                                     |                                                                  |                                                     | |
| Бой                                                      | Рекорд                                              | Дата боя                                            | Соперник                                            | Место проведения боя                                             | Результат                                           | Дополнительно |